# Avaran
Avaran è un comune dell'Azerbaigian situato nel distretto di Qusar. Conta una popolazione di 1 341 abitanti.